# Allium tourneuxii
Allium tourneuxii là một loài thực vật có hoa trong họ Amaryllidaceae. Loài này được Chabert mô tả khoa học đầu tiên năm 1889.